# Bagua Grande
Bagua Grande – miasto w Peru, w regionie Amazonas, stolica prowincji Utcubamba. W 2008 liczyło 33 539 mieszkańców.